# Raptors 905 2019-2020
La stagione 2019-20 dei Raptors 905 fu la 5ª nella NBA D-League per la franchigia.
I Raptors 905 al momento dell'interruzione della stagione a causa della pandemia da COVID-19, erano terzi nella Atlantic Division con un record di 22-21.

## Roster
| N° | Naz.                   | Ruolo | Sportivo           | Anno | Alt. | Peso |
| -- | ---------------------- | ----- | ------------------ | ---- | ---- | ---- |
| 1  | Canada (bandiera)      | G     | Tyler Ennis        | 1994 | 191  | 83   |
| 2  | Stati Uniti (bandiera) | G     | Michael Bethea     | 1995 | 198  | 84   |
| 3  | Stati Uniti (bandiera) | G     | Justin Reyes       | 1993 | 193  | 93   |
| 4  | Stati Uniti (bandiera) | G     | Matt Morgan        | 1997 | 188  | 79   |
| 5  | Stati Uniti (bandiera) | G     | Paul Watson        | 1994 | 198  | 88   |
| 6  | Stati Uniti (bandiera) | G     | Jawun Evans        | 1996 | 183  | 86   |
| 7  | Stati Uniti (bandiera) | G     | E.C. Matthews      | 1995 | 196  | 91   |
| 7  | Stati Uniti (bandiera) | A     | Paul White         | 1995 | 206  | 102  |
| 8  | Stati Uniti (bandiera) | GA    | Justin Anderson    | 1993 | 196  | 105  |
| 9  | Stati Uniti (bandiera) | G     | Shamorie Ponds     | 1998 | 183  | 79   |
| 10 | Canada (bandiera)      | G     | Duane Notice       | 1994 | 188  | 99   |
| 11 | Stati Uniti (bandiera) | A     | Devin Robinson     | 1995 | 201  | 91   |
| 12 | Canada (bandiera)      | A     | Oshae Brissett     | 1998 | 203  | 95   |
| 20 | Stati Uniti (bandiera) | AC    | Dewan Hernandez    | 1996 | 208  | 107  |
| 22 | Stati Uniti (bandiera) | AC    | Henry Ellenson     | 1997 | 208  | 109  |
| 23 | Stati Uniti (bandiera) | GA    | Stanley Johnson    | 1996 | 201  | 100  |
| 34 | Stati Uniti (bandiera) | A     | Mike Parks         | 1997 | 206  | 122  |
| 50 | Mali (bandiera)        | A     | Sagaba Konate      | 1997 | 201  | 118  |
| 51 | Stati Uniti (bandiera) | A     | Nicholas Baer      | 1996 | 201  | 91   |
|    | Stati Uniti (bandiera) | A     | Malcolm Miller     | 1993 | 201  | 95   |
|    | Stati Uniti (bandiera) | G     | Matt Thomas        | 1994 | 193  | 86   |
|    | Stati Uniti (bandiera) | GA    | Jared Wilson-Frame | 1996 | 1963 | 100  |

## Staff tecnico
- Allenatore: Jama Mahlalela
- Vice-allenatori: Ryan Schmidt, Arsalan Jamil, Charles Dube-Brais, Charles Kissi, Eric Khoury, Will Rooney, Wumi Agunbiade
- Preparatore atletico: Giovanni Sardella